# Carl Johan Bolander
Carl Johan Bolander, född 4 februari 1854 i Barkeryds församling, Jönköpings län, död 28 juli 1903 i Västerås domkyrkoförsamling, Västmanlands län, var en svensk domkyrkoorganist i Västerås församling.

## Biografi
Carl Johan Bolander föddes 4 februari 1854 på Källeryd i Barkeryds socken, Jönköpings län, som son till Anders Magnus Petersson Bolander och Anna Greta Petersdotter Lindqvist. Bolander flyttade till Stockholm 1872. Han var elev till Gustaf Mankell. Bolander var från 1874 till 1876 hovorganist. Han var från 1876 tillförordnad domkyrkoorganist i Västerås församling och musiklärare. Bolander blev 1878 ordinarie. Han avled 28 juli 1903 i Västerås.
Bolander var en duktig sånger och organist. Han medverkade i stadens musikliv tillsammans med bankdirektören Rudolf Gagge. Bolander var examinator i organistexamen.

### Av kunglig börd?
Det har framförts att Bolander var oäkta son till kung Karl XV.  I husförhörslängden anges emellertid Carl Johan Bolander vara andra barn till Anders Magnus Petersson Bolander och Anna Greta Petersdotter Lindqvist.

### Familj
Bolander gifte sig 1887 med Hilma Maria Östling (1865–1923). De fick tillsammans barnen Carl-August Bolander (1888–1969), Gunnar Bolander (1889–1964) och Nils Bolander (1902–1959). Makarna Bolander är begravda på Östra kyrkogården i Västerås.